# La gemella H
La gemella H è un romanzo di Giorgio Falco, pubblicato in Italia nel 2014.

## Storia editoriale
Il libro ha vinto nel 2014 il SuperMondello (preceduto dal Premio Mondello per l'Opera italiana), il Premio Volponi, il Premio Alassio Centolibri - Un autore per l'Europa, il Premio Selezione Campiello, il Premio Sila '49, il Premio Lo Straniero, ed è stato finalista al Premio Comisso e al Premio Bergamo nel 2015.

## Trama
Prima parte - Hilde
Hilde e la sua gemella Helga sono nate nel 1933 a Bockburg, cittadina immaginaria e immaginata a 25 chilometri da Monaco di Baviera. È l'anno dell'affermazione del nazismo, partito al quale sono già da molto tempo iscritti quasi tutti i membri della famiglia. I genitori delle gemelle, Hans Hinner e Maria Zemmgrund, hanno ventiquattro anni, sono stati compagni al liceo cittadino, ed ora Maria si dedica alla casa, mentre Hans dirige il piccolo giornale Mutter, portavoce moderato dei nazisti locali. Il primo a sposare questa causa è stato il padre di Maria, invalido della prima guerra mondiale: tramite il partito ha potuto far studiare i figli e ha ottenuto altri vantaggi, come quello di procurare un lavoro a Maria, in piena crisi di disoccupazione. Invece il padre di Hans, un fabbro, non vede di buon occhio il partito emergente.
Ma alla nascita delle bambine, la famigliola è già in buone condizioni, tanto da abitare in una villetta assai carina, in una strada di villette identiche. Nel 1939, le piccole iniziano a frequentare la scuola e l'evento coincide con l'entrata in guerra della Germania. Helga è stata fin dall'inizio una bambina forte e vincente, mentre Hilde è considerata strana, per molte piccole cose; a scuola Hilde fa bene quanto la sorella, essendone sorvegliata e spronata, ma in casa tende a mantenere una sua indipendenza. Per questo, una domenica mattina Hilde si alza presto per svolgere in pace il compito assegnato dalla maestra, descrivere la propria domenica. È così che assiste a un'irruzione di nazisti, guidata dallo zio materno Peter, nella villetta di fronte alla sua, abitata da due giovani coniugi ebrei lituani. Gli uomini distruggono il giardino, col pretesto di cercare armi nascoste, poi saccheggiano l'interno della casa, appropriandosi di quasi tutto e prendendo persino il cane.
Hilde non può scrivere ciò che ha visto, l'ipocrisia dei grandi impone un compito immaginario. La menzogna si allarga poi, quando Hans approfitta della disgrazia dei vicini comprando la villetta e la loro favolosa automobile a prezzo dieci volte inferiore del valore reale. I coniugi Kaumann, proprietari della villetta e dell'auto, vogliono un po' di denaro, qualsiasi cifra, per scappare. Ma subito dopo, Maria si ammala gravemente e rischia la vita. Curata all'ospedale per una pleurite, viene dimessa con l'ordine tassativo di trasferirsi in un clima più mite. Perciò Hans, vendendo la casa di fronte al giusto prezzo, ottiene i mezzi per trasferire moglie e bambine a Merano, in Alto Adige. Da poco, un cane di nome Blondi, femmina di pastore tedesco, fa parte della famiglia, Blondi terrà compagnia ad Hans a Bockburg.
Gli anni della guerra trascorrono senza scosse per le gemelle, allieve delle suore a Merano. Maria teme di non farcela economicamente, ma gli Hinner erano già abbastanza ricchi prima della guerra e possedevano ogni elettrodomestico disponibile. Sotto l'ala del partito, Hans è piuttosto sicuro, fino a quando, con l'avvicinarsi delle truppe anglo-americane, decide di portare tutti i suoi soldi a Maria, in Italia, e porta anche Blondi. La decisione si rivela esatta, perché Bockburg non sfugge ai terrificanti bombardamenti e, in una sola notte, muoiono i genitori di Hans e quelli di Maria. Quanto a Peter, soldato del Fronte Orientale, è già disperso da molto tempo. Quando le truppe vincitrici stanno per entrare in città, Hans prende l'auto e pochissime cose, a parte il denaro che gli resta; si mette in viaggio per Merano, tuttavia deve abbandonare la macchina. Giunge alla sua famiglia a piedi e trova Blondi a riconoscerlo.
Il futuro in Italia è ricco di promesse: Hans qui trova l'indulto per le appartenenze politiche, cosa che gli toglie la preoccupazione di emigrare in Sud America. Nel luglio del 1946 Maria ha una ricaduta e muore a trentasette anni. Viene seppellita a Merano, ma non dove avrebbe voluto (accanto ai soldati del cimitero nazista). Poi la famiglia si trasferisce a Milano, ma senza rinunciare alla casa meranese. Iscritte al liceo svizzero, le gemelle non danno segno di sofferenza, salvo che Hilde abbandona la scuola poco dopo e diviene commessa alla Rinascente. Finché, nel 1950, Hans parte per la Riviera romagnola e scova a Milano Marittima una pensione in vendita. Vista la fortuna che lo ha accompagnato nella compravendita di immobili, Hans compra alle sue condizioni. La pensione è ristrutturata e diventa l'Albergo Sand, nome trovato da Hilde. Le gemelle lasciano Milano per diventare albergatrici; Hilde si stacca dalla Rinascente e Helga dalla scuola e da un giovane innamorato.
Intermezzo
Nel 2013, l'ottantenne Hilde esce con Blondi, va a passeggio sul Naviglio a Milano. Lascia libero il cane e quindi si getta in acqua. Nonostante i tentativi di Blondi, il gesto è premeditato da molti anni e Hilde trova la morte. Viene avvertita Helga che porta la salma della sorella a Merano, dove sono sepolti entrambi i genitori. In un'altra auto, il figlio di Helga con la moglie e i bambini, segue il carro funebre. Perché Hilde è sempre rimasta nubile, mentre Helga si è sposata e ha continuato la discendenza degli Hinner. Il commiato nel cimitero di Merano è suggestivo. Helga pensa che la prossima a raggiungere i suoi cari sarà lei, ma ora deve continuare.
Parte seconda - Helga
Nel 1951 l'Hotel Sand, condotto dal signor Hinner, può decollare. Tutto è in ordine, c'è una brava cuoca e le gemelle hanno un piano ciascuna da pulire, oltre al servizio in tavola. Nelle ore di riposo sono solite fare attività leggermente diverse, visto che Hilde esce con Blondi, mentre Helga preferisce la spiaggia. Nei paraggi c'è un giovane di ventun anni, Franco Bergamaschi, che lavora in una rosticceria come dipendente, ma ne è l'anima. Pieno di idee, fiero di aver fatto le scuole alberghiere, Franco conosce Helga e tra i due nasce un amore nel quale convergono oltre ai sentimenti, anche alcuni interessi personali. Per assicurarsi l'assunzione del giovane, Helga arriva a un gesto indegno: infila tre mele nella borsa della cuoca e avverte il padre che la donna è una ladra. La donna è tanto sbalordita che non riesce a scolparsi. A sera arriva Franco, mentre il padre è già pentito di aver allontanato la presunta ladra.
Per quanto affascinante, Franco non inganna Hilde, che lo giudica un lecchino. Ma, nel dramma della cuoca cacciata, Hilde non è intervenuta e si è limitata a prendere una mela caduta e mangiarla, dopo aver detto una frase che le è propria: "Noi mangiavamo le mele solo nello strudel, prima". Questo prima si riferisce a un passato di povertà che è stato messo da parte, dimenticato, e alla dimenticanza deve adattarsi anche Hilde. Però, con l'entrata in famiglia di Franco, il solco tra le due gemelle si fa più ampio e profondo.
Helga e Franco si sposano. Non c'è dubbio che il giovane sia in grado di dare quel tocco in più che rende l'Hotel Sand molto pregiato. In pochi anni, Hans Hinner è in grado di comperare due appartamenti assai grandi in cima a un elegante palazzo e li regala alle gemelle. Però Helga e Franco preferiscono la vita all'albergo e così affittano la casa, Hilde invece ci vive stabilmente, durante la stagione turistica, perché bisognosa di solitudine. I coniugi Franco ed Helga sono molto uniti, anche se devono aspettare per sedici anni il loro figlio ed erede; Hilde si lascia andare a varie relazioni, finché non trova un uomo da amare nell'anonimato. Questi è un chirurgo plastico che ha rovinato la moglie per un intervento e vuole fare la parte del marito devoto. Cerca uno sbocco lontano dai riflettori e lo trova in Hilde, altrettanto riservata.
La nascita del figlio di Helga e Franco è rivelatrice di altri dettagli che mostrano come certi legami con il passato siano negati a parole, ma presenti nei fatti. Franco vorrebbe dare al bambino il nome di suo padre, Piero,; Helga invece vuole che siano gli Hinner a prevalere e, se non è ben accetto il nome Hans, allora il bambino dovrebbe chiamarsi Hinner. Il compromesso darà un Gabriele che scontenta tutti, ma del resto nessuno di loro può mai parlare del passato: in un giorno lontano Hans lo ha esplicitato: Noi non parliamo di politica, ma di lavoro (e profitti). Del resto, Hans non è poi tanto incantato dal genero e dal nipote. Inoltre, la morte giunge anche per cause banali: Hans muore e Franco pure, a soli cinquantacinque anni.
E muore appena sessantaduenne Francesco Castelli, l'amante di Hilde, che ne segue la cerimonia funebre solitaria, scambiata per una turista affaticata che riposa nel fresco della chiesa. Hilde, vista e narrata dalla sua gemella che le rimprovera di tentare di gettare tutti loro nel senso di colpa, con la storia delle mele, del prima, del ricordo familiare dello strudel. Lei, Helga, ha vissuto e lasciato vivere: il padre nazista e il marito fascistello coperti da rispettabilità e denaro. E ora che Hilde,dopo tanti anni, si è sottratta alla vita, Helga è decisa a resistere, a respirare, come suggerisce la scia di H dei loro nomi.

## Personaggi
Tedeschi
- Hans Hinner, giornalista,
- Maria Zemmgrund, moglie e coetanea di Hans
- Hilde Hinner, figlia di Hans e Maria
- Helga Hinner, figlia di Hans e Maria, gemella di Hilde
- Herbert Hinner, padre di Hans Hinner, fabbro
- Rosalind Fritzmayer, madre di Hans Hinner
- Michael Zemmgrund, padre di Maria Zemmgrund, invalido della prima guerra mondiale
- Christa Wissens, madre di Maria Zemmgrund
- Peter Zemmgrund, fratello di Maria Zemmgrund
- Leon Kaumann, vicino di casa degli Hinner,
- Karin Keller, moglie di Leon Kaumann
- Il cane Blondi: descritto come un unico animale, è in realtà la somma di sei femmine di pastore tedesco, tutte uguali e con lo stesso nome.

Italiani
- Franco Bergamaschi, marito di Helga
- Gabriele Piero Hans Bergamaschi, figlio di Franco e Helga
- Francesco Castelli, amante di Hilde, chirurgo plastico-estetico
- Fulvia Morigi, moglie di Francesco Castelli, rovinata da un'operazione chirurgica fallita del marito

## Edizioni
- Giorgio Falco, La gemella H, Torino, Einaudi, 2014.
- (NL) Giorgio Falco, De tweeling H, traduzione di Els van der Pluym, Amsterdam, Wereldbibliotheek, 2017.
- (FR) Giorgio Falco, La jumelle H, traduzione di Louise Boudonnat, Lagrasse, Verdier, 2019.